# Georg Schildknecht

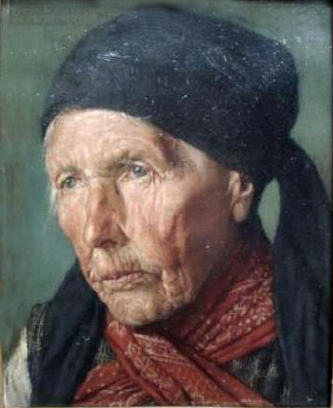
Alte Bäuerin

Georg Schildknecht (* 30. April 1850 in Fürth; † 16. April 1939 in München) war ein deutscher Genre- und Porträtmaler.
Georg Schildknecht entstammte einer Künstlerfamilie. Sein Vater Christoph Schildknecht und sein Sohn Hans Schildknecht waren ebenfalls Maler.
Schildknecht studierte Malerei an der Akademie der Bildenden Künste Nürnberg bei August von Kreling und Karl Raupp und setzte sein Studium an der Kunstakademie Düsseldorf bei Julius Amatus Roeting fort. Von 1875 bis 1881 war er als Professor an der Königlichen Kunstakademie Leipzig tätig.
Seit 1881 arbeitete er in München und beschäftigte sich mit der Genremalerei aus dem bayrischen Milieu. Er zeigte seine Werke im Münchner Glaspalast und auf den Pariser Salons.
Georg Schildknecht war Mitglied der Münchner Künstlergenossenschaft. Vom 1. bis. 31. Mai 1924 fand eine Sammelausstellung der Werke Schildknechts im Alten Nationalmuseum München statt.
Seine Motive waren oft Bauern. So gehört zu seinem Werk zum Beispiel: Bauernpaar Beim Lesen Eines Briefes (Öl auf Pappe), Bauern Beim Juristen (Pastell/Papier), Zwei Dachauer Bäuerinnen Beim Lesen Eines Briefes (Öl auf Leinwand), Lesendes Bauernpaar (Öl auf Leinwand), Bildnis einer alten Bäuerin (Öl auf Leinwand), Junge Dachauer Bäuerin (Öl auf Leinwand) oder Schwäbische Bauernfrau (Öl auf Leinwand). Seine späten Werke werden für 650 EUR bis zu 1100 EUR versteigert. Kleinere Gemälde und Skizzen kann man für bis zu 500 EUR ersteigern.